# ریبنا ناد زدوبنیتسی
ریبنا ناد زدوبنیتسی (به چکی: Rybná nad Zdobnicí) یک منطقهٔ مسکونی در جمهوری چک است که در ناحیه ریخنوف ناد کنیژنوو واقع شده‌است. ریبنا ناد زدوبنیتسی ۴۲۹ نفر جمعیت دارد.